# Sudoł (wieś)
Sudoł (dawna niem. nazwa Seedorf) – wieś w Polsce, położona w województwie lubuskim, w powiecie zielonogórskim, w gminie Czerwieńsk.
W latach 1975–1998 miejscowość położona była w województwie zielonogórskim.